# Ockrabröstad kungsfiskare
Ockrabröstad kungsfiskare (Ceyx meeki) är en fågel i familjen kungsfiskare inom ordningen praktfåglar.

## Utseende och läte
Ockrabröstad kungsfiskare är en liten medlem av familjen med kontrasterande mörk ovansida och ljus undersida. Ovansidan är mörkt grönblå med kraftiga ljusblå fläckar och en vit fläck på halsen. Undersidan är gräddvit med rent vit strupe och gula ben. Näbben är helmörk. Lätet består av en ljus och vissling som upprepas, ofta avgivet i flykten.

## Utbredning och systematik
Ockrabröstad kungsfiskare delas in i två underarter med följande utbredning:
- C. m. meeki – öarna Choiseul och Santa Isabel i centrala Salomonöarna
- C. m. pallidus – öarna Buka och Bougainville (Papua Nya Guinea)

### Artstatus
Tidigare betraktades den som en underart till Ceyx lepidus och vissa gör det fortfarande. Den liksom ett stort antal andra arter i området urskiljs dock numera som egna arter efter genetiska studier.

## Levnadssätt
Ockrabröstad kungsfiskare hittas i högväxt och tät ungskog. Den ses ofta sitta lågt.

## Status och hot
Arten har ett stort utbredningsområde, men tros minska i antal, dock inte tillräckligt kraftigt för att den ska betraktas som hotad. Internationella naturvårdsunionen IUCN listar arten som livskraftig (LC).

## Namn
Fågelns vetenskapliga artnamn hedrar Albert Stewart Meek (1871-1943), engelsk upptäcktsresande och samlare verksam på New Guinea samt i Melanesien och Australien.